# Hypotéza Médeia
Hypotéza Médeia je okrajová hypotéza formulovaná paleontologem Peterem Wardem v roce 2009 jako protiklad k hypotéze Gaia. Zatímco hypotéza Gaia předpokládá, že mnohobuněčné organizmy coby jakýsi nadorganismus společně regulují podmínky na Zemi tak, aby byly pro mnohobuněčný život příznivé, hypotéza Médeia předpokládá, že mnohobuněčné organizmy jsou původcem globálních katastrof a hromadných vymírání. Za možné příklady takových „sebevražedných“ pokusů mohou být pokládány například:
- kyslíková krize před přibližně 2,45 miliardami let
- zalednění Země před 650 milióny let (teorie sněhové koule)
- permské vymírání

naproti tomu například vymírání na konci křídy je pokládáno za prakticky jistě způsobené jinými vlivy než organismy, tedy mezi „sebevražedné“ pokusy nepatří.
Pojmenování po Médeii z řecké mytologie je motivováno tím, že Médeia v Euripidově zpracování příběhu zabila své vlastní děti.